# Postbud
Et postbud eller i nutidig dansk postterminologi en postomdeler er en person, der omdeler postforsendelser. Omdelingen sker med udgangspunkt fra et centralt beliggende postdistributionscenter (også kaldet et posthus af historiske årsager). Ikke at forveksle med postkontorer eller postbutikker, som næsten aldrig har noget med selve omdelingen af post at gøre.

## I Danmark
I Danmark arbejder langt størsteparten af postbudene hos Post Danmark, hvor postbudene møder om morgenen på et postdistributionscenter, ofte mellem kl. 6 og 7, hvis de skal sortere post til de enkelte ruter/moduler. Selve postomdelingen begynder typisk mellem kl. 8 og kl. 9 og Post Danmarks servicemål er at omdelingen af breve tilstræbes at være afsluttet inden kl. 16, mens postpakker tilstræbes leveret inden nattetimerne. Typisk betyder det, at de fleste postomdelere holder fyraften mellem kl. 15 og kl. 17, mens postpakkeomdelere nogle gange også arbejder i aftentimerne.
Forsendelserne ankommer på det lokale postdistributionscenter fra et af Danmarks tre brevcentre (Århus, Fredericia eller København). Efter intern sortering omdeles posten til private og virksomheder, ofte sammen med aviser og reklamer. Dog er mandage og torsdage reklamefrie.